# Oussama Haddadi
Oussama Haddadi (arabisch أسامة الحدادي, DMG Usāma al-Ḥaddādī; * 28. Januar 1992 in Tunis) ist ein tunesischer Fußballspieler. Der Linksverteidiger nahm mit der tunesischen Nationalmannschaft an der Fußball-Weltmeisterschaft 2018 in Russland teil. Aktuell steht er bei Dibba al-Hisn Sports Club unter Vertrag.

## Karriere

### Verein
Haddadi begann seine Karriere in der Jugend beim Club Africain Tunis. 2010 rückte er in die erste Mannschaft auf. 2015 gewann er mit seinem Klub die tunesische Meisterschaft.
Zu Beginn des Jahres 2017 unterschrieb Haddadi einen Vertrag über zweieinhalb Jahre beim FCO Dijon in der Ligue 1.
Nach Ende der Vertragslaufzeit in Dijon unterzeichnete Haddadi Ende Mai 2019 einen Vierjahres-Kontrakt bei dem saudi-arabischen Klub al-Ettifaq. Von dort wurde er Anfang 2020 an den Süper-Lig-Klub Kasımpaşa ausgeliehen. Zu Beginn der Saison 2021/22 wurde er zum Süper-Lig-Konkurrenten Yeni Malatyaspor transferiert.
Im Sommer 2022 wechselte er nach Deutschland und schloss sich dem Zweitligisten SpVgg Greuther Fürth an.
Im Sommer 2024 wechselt er von der SpVgg Greuter Fürth zu Dibba al-Hisn Sports Club in die Vereinigten Arabischen Emirate.

### Nationalmannschaft
Sein Debüt in der tunesische Nationalmannschaft gab Haddadi am 27. März 2015 im Freundschaftsspiel gegen Japan.
Anlässlich der Fußball-Weltmeisterschaft 2018 wurde Haddadi in das tunesische Aufgebot berufen. Beim 2:1-Sieg im letzten Gruppenspiel gegen Panama stand er in der Startelf. Die Mannschaft beendete das Turnier auf dem dritten Platz in der Gruppe G und schied aus.
Haddadi gehörte auch zum Kader der tunesischen Nationalmannschaft beim Afrika-Cup 2019 und wurde dort in allen Partien jeweils über die volle Spielzeit eingesetzt.

## Erfolge
- Tunesische Meisterschaft: 2015